# 2000 BV3
2000 BV3 är en asteroid i huvudbältet som upptäcktes 27 januari 2000 av den japanska astronomen Takao Kobayashi vid Ōizumi-observatoriet.
Asteroiden har en diameter på ungefär 16 kilometer